# David Croft
David John Croft, geboren als David John Andrew Sharland, (Sandbanks (Poole, Dorset), 7 september 1922 - Tavira (Portugal), 27 september 2011) was een Brits televisieproducent, televisieregisseur, scenarioschrijver, acteur en componist.

## Carrière
Croft schreef, produceerde en regisseerde vele bekende Britse comedy's, maar begon in 1939 als acteur. Hij was heel even te zien in de film Goodbye, Mr. Chips en begon later liedjes te schrijven. Zo schreef hij het nummer Hey Presto voor de film The Limping Man uit 1953.
In 1955 raakte hij als producer betrokken bij de in Engeland welbekende show This Is Your Life, een show die pas stopte in 2003. In 1959 maakte hij zijn regiedebuut met de One O'Clock Show, die tot 1964 zou lopen. In 1961 debuteerde hij als schrijver voor de 7 afleveringen tellende show The Eggheads.
Het meest bekend werd Croft door zijn shows Are You Being Served? (1972-1985), Dad's Army (1968-1977), It Ain't Half Hot Mum (1974-1981) en Hi-De-Hi! (1980-1988). Ook 'Allo 'Allo! (1982-1992) en You Rang, M'Lord? zijn van zijn hand. Croft werkte samen met Jimmy Perry en Jeremy Lloyd.
Zijn laatste wapenfeit was de comedyserie Oh, Doctor Beeching!, waarvan tussen 1995 en 1997 20 afleveringen werden gemaakt.

## Persoonlijk leven
David Croft was sinds 1952 getrouwd met Ann Callender; samen hadden ze zeven kinderen. Scenarioschrijfster Penny Croft is een dochter van hem.
In 2004 sprak hij zijn grote teleurstelling in de BBC uit, voor het niet beantwoorden van brieven die mensen die in het verleden grote successen schreven voor de BBC (onder wie Croft zelf) stuurden.

## Overlijden
David Croft overleed op 27 september 2011 in zijn huis in Portugal tijdens zijn slaap, 20 dagen na zijn 89e verjaardag.